# 油川駅
油川駅（あぶらかわえき）は、青森県青森市大字羽白字沢田にある、東日本旅客鉄道（JR東日本）津軽線の駅である。
本項では、当駅舎内に設置されている油川駅郵便局についても記述する。

## 歴史
- 1951年（昭和26年）12月5日：日本国有鉄道の駅として開業[1][2]。
- 1970年（昭和45年）7月1日：貨物の取り扱いを廃止[2]。
- 1985年（昭和60年）3月14日：荷物の扱いを廃止[2]。
- 1987年（昭和62年）4月1日：国鉄分割民営化により、東日本旅客鉄道の駅となる[2]。
- 2017年（平成29年）6月6日：駅舎がリニューアルされ、使用を開始[報道 2][新聞 1]。
- 2023年（令和5年）3月18日：終日無人化[新聞 2]。
- 2024年（令和6年）10月1日：えきねっとQチケのサービスを開始[3][報道 3]。
- 2025年（令和7年）3月24日：JR東日本と日本郵便との連携協定に基づき、本駅敷地内に油川駅郵便局を開局し、同局が駅の窓口業務を受託（後述）[報道 1][報道 4]。

## 駅構造
青森方面に向かって左側にある単式ホーム1面1線のホームを有する地上駅で、青森方に横取線を有する。かつては交換駅で、貨物取り扱い駅でもあったが、後に棒線化された。ホーム向かいにスペースがあるのはこのためである。
日本郵便が駅業務を受託している業務委託駅である。
地元にあったイワシの缶詰工場として使用されていた歴史的な背景から西洋館風とし、正面側にアルミルーバーを使用してイワシを表現した駅舎にリニューアルされ、2017年（平成29年）6月6日に使用開始となった。

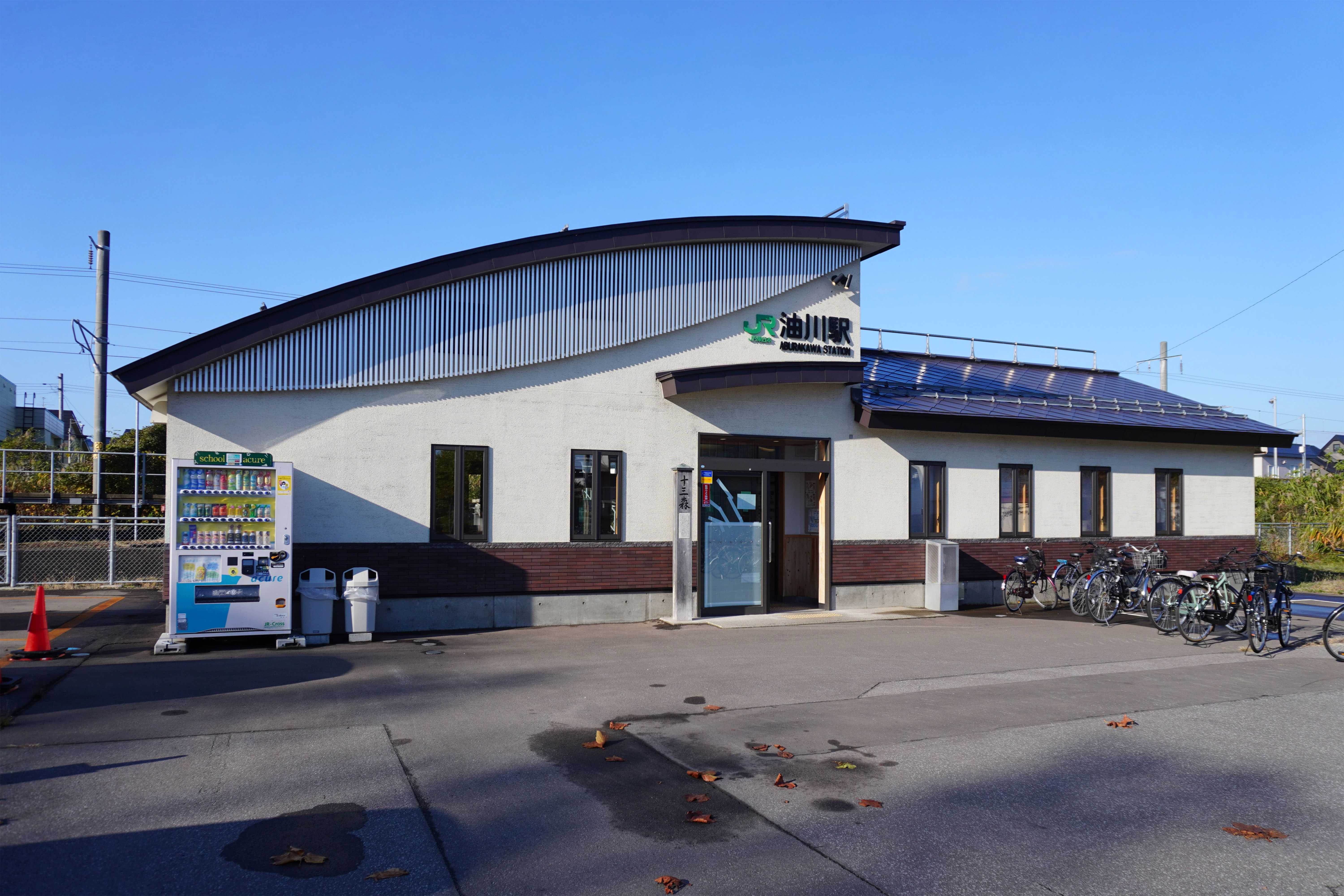
油川駅郵便局開局前の駅舎（2023年10月）
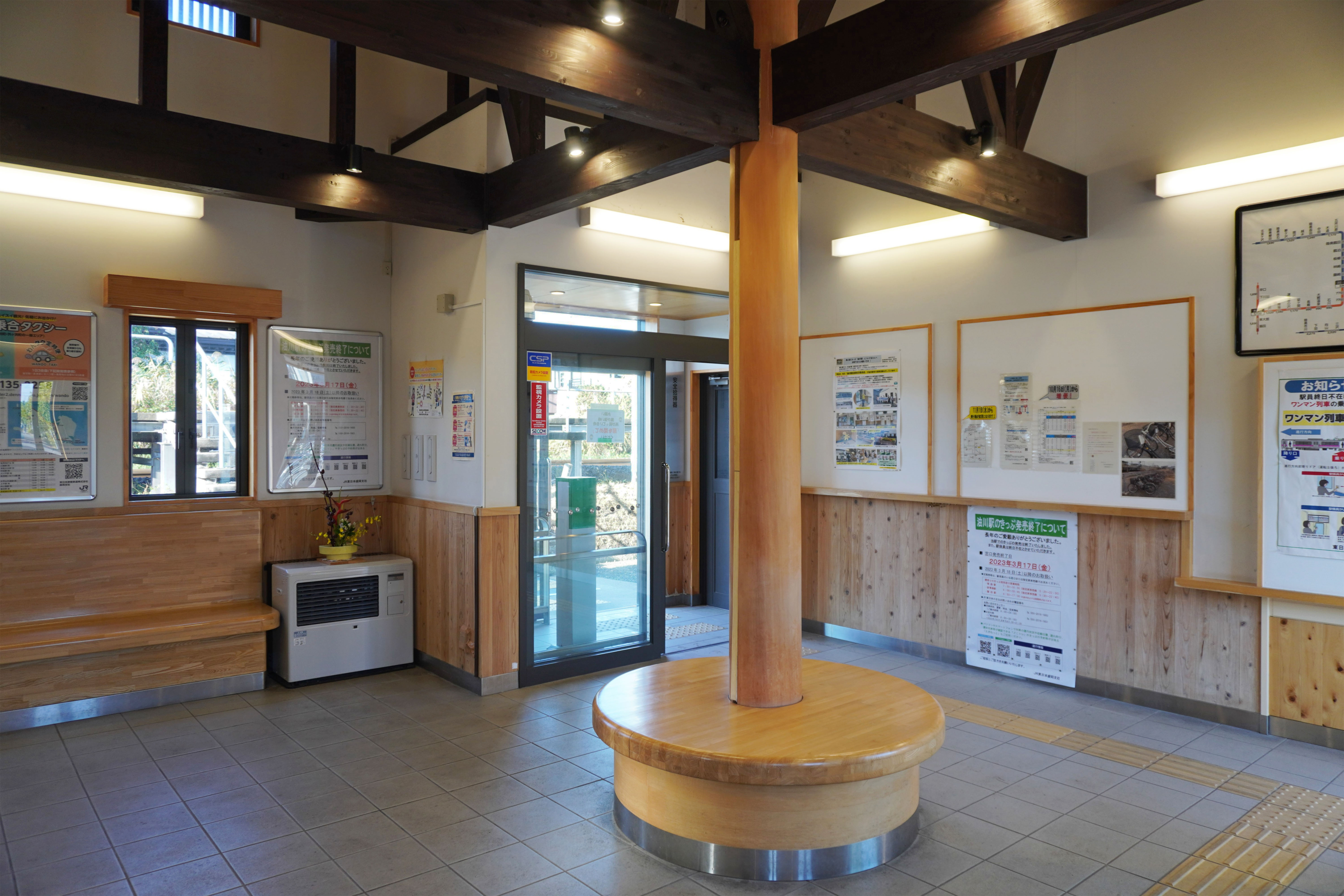
駅舎内（2023年10月）
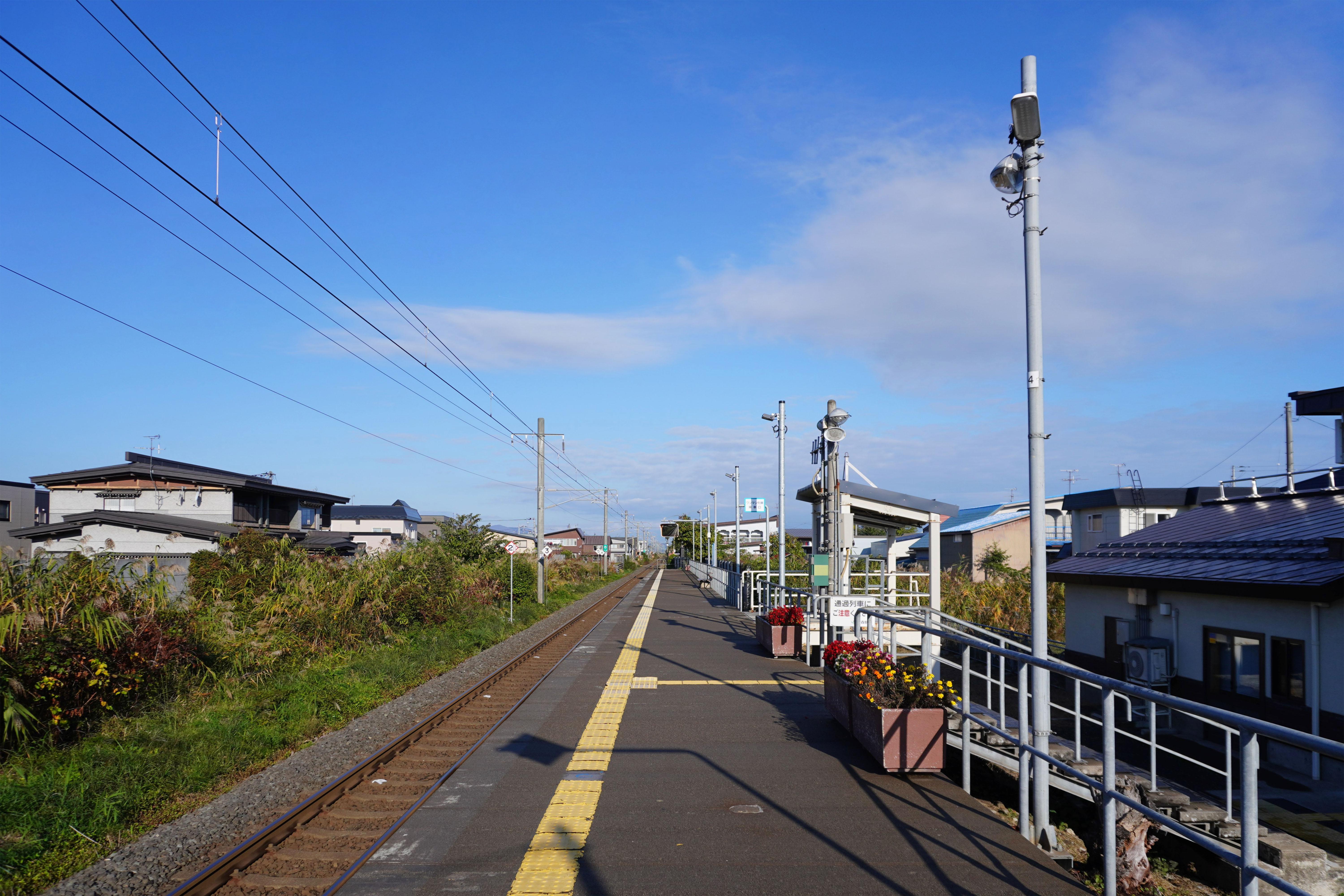
ホーム（2023年10月）

旧駅舎関連
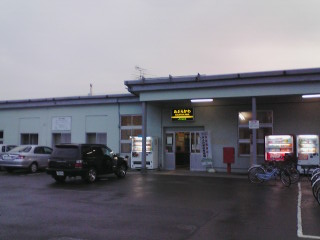
旧駅舎（2007年6月）
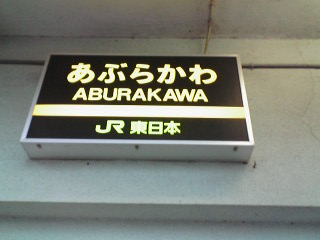
駅名板（2007年6月）
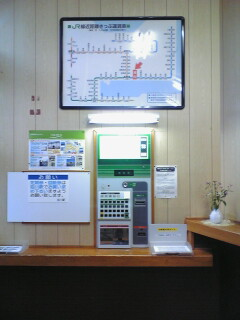
設置されていた自動券売機（2007年6月）
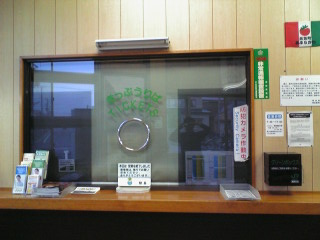
旧出札窓口（2007年6月）
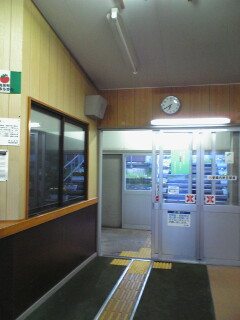
旧改札口（2007年6月）
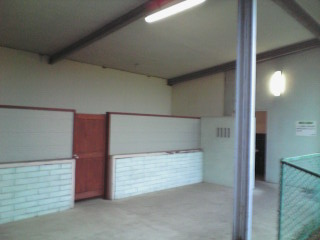
旧夜間通路出入口（2007年6月）

## 利用状況
JR東日本によると、2000年度（平成12年度）- 2021年度（令和3年度）の1日平均乗車人員の推移は以下のとおりであった。
| 1日平均乗車人員推移 | 1日平均乗車人員推移 | 1日平均乗車人員推移 | 1日平均乗車人員推移 | 1日平均乗車人員推移 |
| 年度                | 定期外              | 定期                | 合計                | 出典                |
| ------------------- | ------------------- | ------------------- | ------------------- | ------------------- |
| 2000年（平成12年）  |                     |                     | 550                 | [ 利用客数 1 ]      |
| 2001年（平成13年）  |                     |                     | 520                 | [ 利用客数 2 ]      |
| 2002年（平成14年）  |                     |                     | 477                 | [ 利用客数 3 ]      |
| 2003年（平成15年）  |                     |                     | 426                 | [ 利用客数 4 ]      |
| 2004年（平成16年）  |                     |                     | 411                 | [ 利用客数 5 ]      |
| 2005年（平成17年）  |                     |                     | 462                 | [ 利用客数 6 ]      |
| 2006年（平成18年）  |                     |                     | 447                 | [ 利用客数 7 ]      |
| 2007年（平成19年）  |                     |                     | 430                 | [ 利用客数 8 ]      |
| 2008年（平成20年）  |                     |                     | 392                 | [ 利用客数 9 ]      |
| 2009年（平成21年）  |                     |                     | 379                 | [ 利用客数 10 ]     |
| 2010年（平成22年）  |                     |                     | 411                 | [ 利用客数 11 ]     |
| 2011年（平成23年）  |                     |                     | 439                 | [ 利用客数 12 ]     |
| 2012年（平成24年）  | 93                  | 341                 | 434                 | [ 利用客数 13 ]     |
| 2013年（平成25年）  | 97                  | 361                 | 458                 | [ 利用客数 14 ]     |
| 2014年（平成26年）  | 86                  | 345                 | 432                 | [ 利用客数 15 ]     |
| 2015年（平成27年）  | 85                  | 337                 | 423                 | [ 利用客数 16 ]     |
| 2016年（平成28年）  | 86                  | 319                 | 405                 | [ 利用客数 17 ]     |
| 2017年（平成29年）  | 81                  | 315                 | 396                 | [ 利用客数 18 ]     |
| 2018年（平成30年）  | 82                  | 329                 | 412                 | [ 利用客数 19 ]     |
| 2019年（令和元年）  | 80                  | 317                 | 397                 | [ 利用客数 20 ]     |
| 2020年（令和02年）  | 63                  | 290                 | 353                 | [ 利用客数 21 ]     |
| 2021年（令和03年）  | 53                  | 274                 | 328                 | [ 利用客数 22 ]     |

## 駅周辺
- 青森みちのく銀行油川支店
- 青森警察署油川駐在所
- 青森県立青森北高等学校
- 青森市立油川中学校
- 青い森信用金庫油川支店
- ABUDEN油川電器本店
- 油川市民センター
- 油川郵便局
- 青森農業協同組合本店
- 青森市営バス「油川駅通り」停留所

## 油川駅郵便局

### 沿革
- 2024年（令和6年）8月23日：「東日本旅客鉄道株式会社、日本郵政株式会社及び日本郵便株式会社の社会課題の解決に向けた連携強化に関する協定」に基づき[報道 5]、当局業務と油川駅窓口業務の一体的な運営を開始すると発表[報道 4]。
- 2025年（令和7年）3月24日：油川郵便局が当敷地内に移転し、油川駅郵便局へ改称[報道 1]。東北地方の郵便局で駅業務を請け負うのは作並駅（作並簡易郵便局）に次いで2箇所目[新聞 3]。

### 取扱内容
- 郵便、印紙、ゆうパック[6][報道 1]
- 貯金、為替、振替[6][報道 1]
- 生命保険、バイク自賠責保険、がん保険[6][報道 1]
- カタログ販売、店頭販売[報道 1]
- ゆうちょ銀行ATM[6][報道 1]
- 列車の発車時刻および運賃の案内[注 1]、遺失物の預り[報道 1]

## 隣の駅
東日本旅客鉄道（JR東日本）
■津軽線
青森駅 - （滝内信号所） - （新油川信号場） - 油川駅 - 津軽宮田駅

### 記事本文